# Battuta (spettacolo)
La battuta è una frase di un copione o improvvisata pronunciata da uno dei personaggi di un film, di un'opera teatrale, di un cartone animato, di uno sceneggiato televisivo o radiofonico, e in qualsiasi opera che preveda la recitazione per un pubblico. La battuta può essere una frase brevissima o una parte anche molto estesa; quando una battuta è sufficientemente lunga essa viene detta anche monologo, un insieme di battute di personaggi diversi vanno a formare un dialogo.
Il personaggio è interpretato da un attore (o da un doppiatore), che ha il compito di recitare la battuta, interpretandola seguendo le indicazioni di un regista. La battuta può quindi essere intesa come la frase scritta che dovrà essere pronunciata, oppure come la frase che è stata già pronunciata dall'attore e udita dallo spettatore. Nel fumetto la battuta rimane scritta su carta, racchiusa nelle caratteristiche nuvolette.
Può essere di vario genere (comica, drammatica, sarcastica, etc.), può avere un senso compiuto o meno (può cioè rimanere aperta, come se terminasse con dei puntini di sospensione), ha una lunghezza variabile (dal monosillabo a decine di parole), può essere interpretata con varie intonazioni ed intensità della voce: dal sussurro al grido, dalla domanda al secco "No!", dalla rassicurazione affettuosa al severo rimprovero, dalla dichiarazione d'amore all'insulto più offensivo, etc.

## In sceneggiature o copioni
All'interno di una sceneggiatura o di un copione, una battuta è ciò che un personaggio dice senza che altri personaggi si inseriscano. il codice standard con cui viene scritta impone che all'inizio della stessa ci sia il nome del personaggio che parla. Non vengono quindi utilizzate le locuzioni tipiche dei romanzi come "egli disse".

## La battuta nella storia
Solo recentemente agli attori che recitano viene consegnato il copione  con tutte le battute. Ai tempi del teatro elisabettiano, ogni attore riceveva esclusivamente il suo foglio con solo le battute del personaggio e i finali degli attacchi degli altri personaggi. 
Ciò avveniva per tre ragioni: 
- la prima era che i fogli, l'inchiostro tutto il materiale utilizzato per scrivere non era materiale a buon mercato;
- secondariamente duplicare l'intero copione per il numero degli attori era impresa troppo lunga;
- infine (cosa più importante) non essendoci diritti d'autore ogni scrittore tutelava le sue creazioni cercando di diffonderle il meno possibile nella loro interezza, prima che fossero finalmente rappresentate.

Ai tempi del teatro elisabettiano non esisteva l'idea della costruzione del personaggio e quindi l'attore non necessitava di conoscere l'evoluzione personale degli altri personaggi.